# Santa Rosa de Lima (Santa Catarina)
Santa Rosa de Lima é um município brasileiro do estado de Santa Catarina.  Localiza-se a uma latitude 28º02'21" sul e a uma longitude 49º07'40" oeste, estando a uma altitude de 240 metros. Sua população estimada em 2004 era de 2.064 habitantes. Possui uma área de 206 km².
Santa Rosa de Lima é um pequeno município rural localizado no território das Encostas da Serra Geral, principal corredor ecológico entre o Parque Nacional de São Joaquim e o Parque Estadual da Serra do Tabuleiro. Com uma população de 2064 habitantes, tem uma das mais baixas densidades demográficas do estado da Santa Catarina: 10,16 hab/km² (IBGE).